# Francisco Palou
Francisco Palou (em catalão: Francesc Palou,ca-es-ib ), OFM (1723–1789) foi um missionário franciscano espanhol, administrador e historiador na Península da Baixa Califórnia e na Alta Califórnia. Acompanhado de seu mentor, Junípero Serra, Palóu trabalhou para estabelecer diversas missões na Alta e Baixa Califórnia, muitas das quais ainda estão de pé atualmente. Membro da Ordem Franciscana, tornou-se "Presidente" das missões na Baixa Califórnia e das missões da Alta Califórnia. O trabalho de Palóu no sistema missionário espanhol abrange desde seus 20 anos até sua morte, aos 66 anos.
O historiador é particularmente conhecido por sua piedosa biografia de Serra e por sua história inicial em vários volumes sobre a exploração e ocupação das Califórnias pelo Império Espanhol.

## Biografia
Francesc Palou nasceu em Petra, Maiorca, onde ingressou na Ordem Franciscana. Junto com Junípero Serra, ele viajou para a Nova Espanha em 1740 e serviu como missionário na região de Sierra Gorda, em Querétaro. Quando os jesuítas foram expulsos da Baixa Califórnia em 1768, os franciscanos sob o comando de Serra foram enviados para substituí-los. Palóu foi designado para a missão de San Javier. No ano seguinte, Junípero foi para o norte para encontrar a nova província missionária da Alta Califórnia, e Palóu o sucedeu como chefe das missões da Baixa Califórnia. Quando os dominicanos assumiram as missões peninsulares da Baixa Califórnia em 1773, Palou, sendo franciscano, mudou-se para a Alta Califórnia, marcando a fronteira geográfica entre os campos das duas ordens. Ele auxiliou na exploração do sítio de São Francisco e administrou a "Missão São Francisco de Assis". Quando Serra morreu, Palóu atuou brevemente como chefe das missões da Baixa Califórnia, mas logo retornou ao centro do México.

### Viagens missionárias
Como missionário da colonização espanhola das Américas, Palou viajou e fez proselitismo no Vice-Reino da Nova Espanha. Suas extensas viagens o tornaram especialista de assuntos mundiais e muito respeitado como acadêmico. Vindo de uma família simples, Francisco começou seu trabalho religioso cedo, quando entrou para a Ordem Franciscana por volta dos dezessete anos, em 1739. Depois de desenvolver um relacionamento de mentor/aluno com Junípero Serra, ambos se juntaram entusiasticamente ao sistema missionário espanhol na Alta Califórnia. Eles, juntamente com outros missionários, chegaram a Veracruz, Nova Espanha, em 1749. Palóu trabalhou na Nova Espanha para muitos em missões como Sierra Gorda. Mais tarde, ele foi chamado novamente, junto com Junípero, para trabalhar na região de San Saba, no Texas. Entretanto, a maior parte da jornada de Palou não começaria até 1767, quando ele e outros quatorze frades franciscanos foram enviados ao norte para ampliar seus esforços e substituir muitos dos missionários jesuítas que haviam sido expulsos da Espanha. Grande parte de sua vida foi passada na região da Alta Califórnia.

### Viagens expedicionárias
Em 1774, Palou acompanhou a expedição do Capitão Rivera à Baía de São Francisco e, em 4 de dezembro, plantou a cruz em uma colina que ele chamou de "Lobos", que fica em uma visão clara do Golden Gate e do Oceano Pacífico. O nome continua vivo como Lobos Creek, no Presídio de São Francisco .
A expedição de Rivera retornou ao Presídio de Monterey pela rota costeira explorada pela primeira vez pela expedição de Portolà em 1769. No extremo norte da Baía de Monterey, Rivera e Palóu inspecionaram a área ao redor da atual Santa Cruz, descrita pelo frade Juan Crespí (que acompanhou Portolà) e recomendada por Crespí como um futuro local de missão. Palóu concordou e, em 9 de dezembro, selecionou um local onde a Missão Santa Cruz foi posteriormente fundada por Fermín Lasuén, em 1791.
Francisco retornou a Lobos em 1776 após a expedição De Anza e, em 28 de junho e permaneceu na nova missão até ser chamado para dar os últimos sacramentos a Junípero, em 1784 na Missão San Carlos.[carece de fontes?]
Com a morte de Serra, Palóu se tornou o presidente interino das missões da Alta Califórnia até a nomeação formal de Lasuén como sucessor de Junípero. Palou permaneceu na Missão San Carlos até que problemas de saúde o levaram a se aposentar em 1785 no Colégio Missionário de San Fernando de México. Ele foi eleito guardião da faculdade e ocupou este cargo até sua morte no México, onde completou sua biografia, a maior parte da qual ele escreveu enquanto ainda estava na Califórnia.

## Legado
Francisco Palou desempenhou uma série de funções e cargos importantes para o estabelecimento de várias missões no estado da Califórnia e no México. Ele compilou uma história padrão das missões da Califórnia de 1767 a 1784 em suas "noticias" como um conjunto de quatro volumes. Ele também escreveu sobre seu mentor. Ambas as obras fornecem informações importantes sobre a antiga Califórnia e o sistema missionário lá estabelecido.

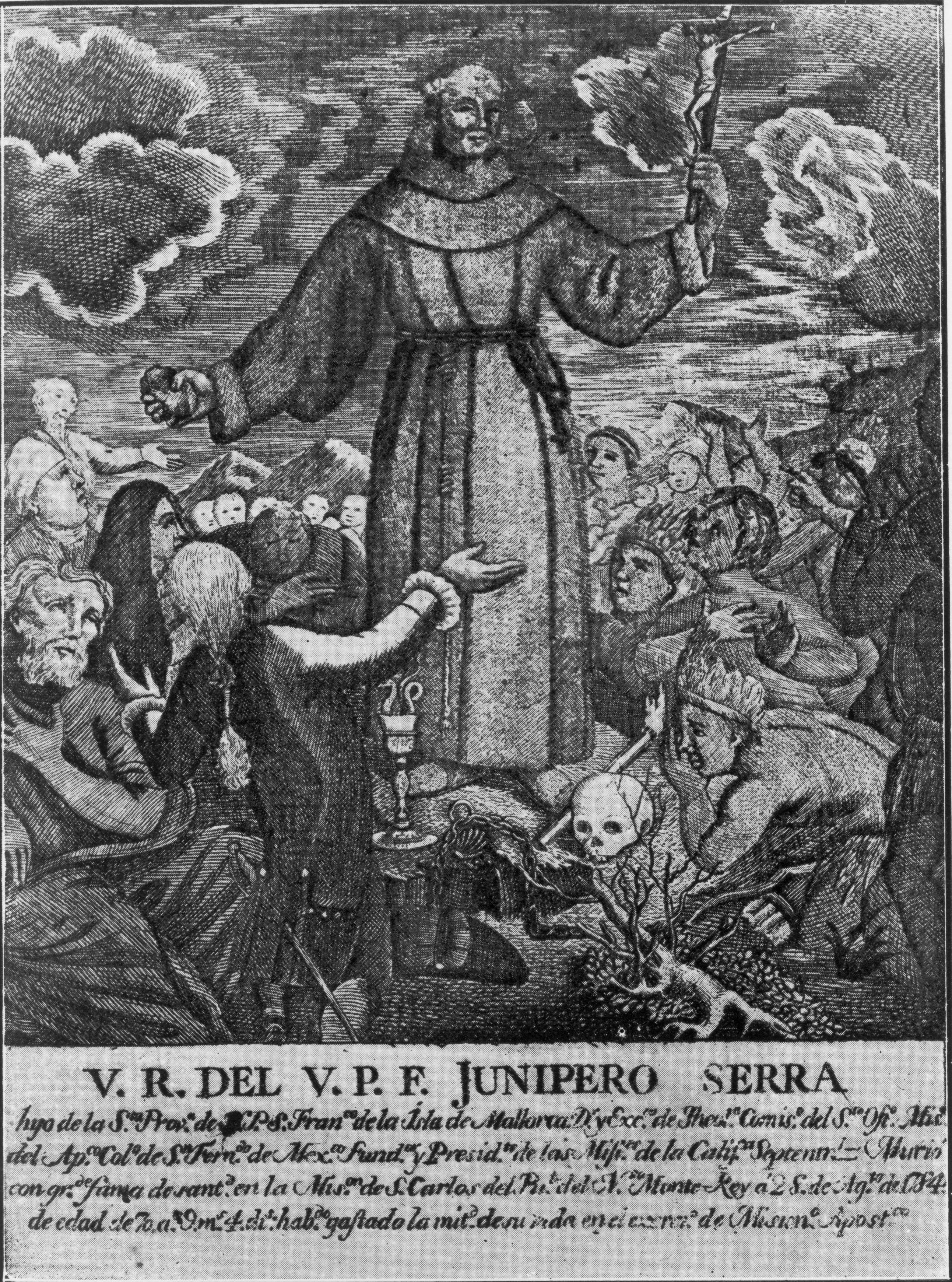
Reprodução de ilustração publicada originalmente em: Relacion historica de la vida y apostolicas tareas del venerável padre Fray Junipero Serra

## Obras

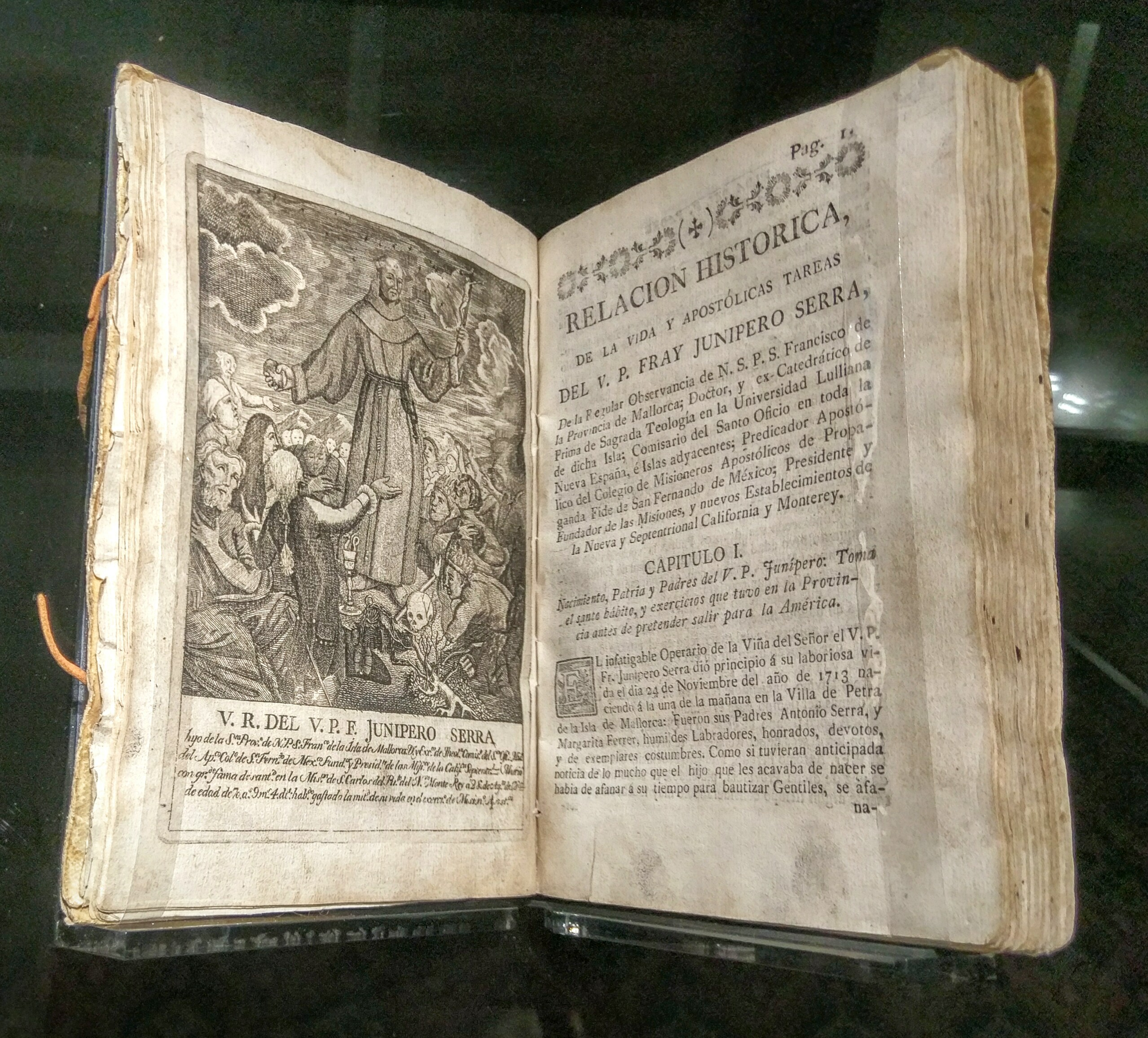
Páginas de título da primeira edição da biografia de Junípero Serra escrita por Palou

- Palou, Francisco. 1926. Memórias históricas da Nova Califórnia . Editado por Herbert E. Bolton. 4 volumes. Imprensa da Universidade da Califórnia, Berkeley.
- Palou, Francisco. 1955. Vida de Frei Junípero Serra . Editado por Maynard J. Geiger. Academia de História Franciscana Americana, Washington, DC
- Palou, Francisco. 1994. Cartas da península da Califórnia (1768-1773) . Editado por José Luis Soto Pérez. Editorial Porrúa, Cidade do México.
- Palou, Francisco. Notícias da Nova Califórnia (Volume II). Traduzido por Miguel Venegas. Califórnia: University Microfilms Inc., 1966.